# Angelo Drossos
Angelo Drossos (né le 31 octobre 1928 ; décédé le 9 janvier 1997) était un ancien dirigeant américain de basket-ball. Il fut l'ancien propriétaire de la franchise des Spurs de San Antonio de 1973 à 1988, de leur arrivée à San Antonio après l'achat de la franchise des Dallas Chapparals en ABA jusqu'à l'arrivée en NBA à la suite de la fusion entre la ABA et la NBA. Drossos reçut le trophée de NBA Executive of the Year en 1978 et eut un rôle influent dans l'introduction de la ligne à trois-points en NBA. Il est décédé à l'âge de 68 ans en 1997 après avoir lutté contre la maladie de Parkinson.

## Note
1. ↑  "Spur's Ex-Owner Drossos Dies." The Washington Post. 11 January 1997. page F6.